# Stadio municipale (Stettino)
Lo Stadio municipale (in polacco Stadion Miejski) è uno stadio calcistico della città di Stettino, in Polonia. È di proprietà dello stato.